# Турић (Пелагићево)
Турић је насељено мјесто у општини Пелагићево, Република Српска, БиХ. Према попису становништва из 2013. године, у насељу је живјело 303 становника.

## Мјесна заједница
МЗ Турић се састоји од насељених мјеста Бријежница, Старо Село, Брђани, Буквик и Водица.

## Становништво
| Демографија | Демографија | Демографија |
| Година      | Становника  | Становника  |
| ----------- | ----------- | ----------- |
| 1948.       | 1.554       |             |
| 1953.       | 1.546       |             |
| 1961.       | 1.511       |             |
| 1971.       | 1.657       |             |
| 1981.       | 1.574       |             |
| 1991.       | 1.560       |             |
| 2013.       | 303         |             |